# Harmothoe charlottae
Harmothoe charlottae är en ringmaskart som beskrevs av Anne D. Hutchings och Murray 1984. Harmothoe charlottae ingår i släktet Harmothoe och familjen Polynoidae. Inga underarter finns listade i Catalogue of Life.